# 福岡市立梅林中学校
福岡市立梅林中学校（ふくおかしりつうめばやしちゅうがっこう）は、福岡県福岡市城南区梅林三丁目にある市立中学校。略称は「梅中」（うめちゅう）。

## 校訓
自律・友愛・勤労・創造

## 特徴
- キルト教室を設置し、アフリカなどのエイズの子供達に贈るためのキルトを製作している。
- 2007年度から各年に2度、お弁当を作る大変さや栄養バランスを学ぶため「お弁当の日」を実施している。
- 制服は福岡市指定だが、冬服のセーラーリボンは他の市内中学校と違い赤を採用している。ジャージも同様に、紺と水色だったのが青と灰色の目立つジャージになっている。

## 梅中人権宣言
1997年、生徒会を中心に「梅中人権宣言」が制定された。これは、梅林中学校がいじめを許さず一人一人の個性が生きる学校をめざすものである。

## 院内学級
1998年から福岡大学病院に院内学級として「春風学級」が設けられている。

## 部活動
- 野球部（2022年 福岡市中学校軟式野球大会城南区大会優勝）
- サッカー部
- バスケット部【男女】
- バレー部【男女】
- 吹奏楽部（2016年 県大会銀賞）
- 美術部
- 陸上部
- 放送部
- ソフトテニス部【女】

## 周辺
- 福岡大学
- 福岡大学病院
- 福岡市地下鉄七隈線
  - 梅林駅
  - 福大前駅
  - 野芥駅
  - 七隈駅
- 福岡市立七隈小学校
- 西南杜の湖畔公園

## 交通
- 運動場横を福岡外環状道路が走る。現在は福岡都市高速が通っている。

## 主な出身者
- 竹山隆範（お笑いコンビ カンニング）
- 中島忠幸（お笑いコンビ カンニング）
- ケン坊田中（お笑いタレント）
- 前田治（元サッカー選手、サッカー指導者）
- 瀬戸輝信（広島東洋カープ）
- ひぐち君（お笑いコンビ髭男爵）